# Groene Loper (Maastricht)
De Groene Loper is een parklaan in de Limburgse stad Maastricht. De Groene Loper werd aangelegd bovenop de tunnelbuizen van de A2, Koning Willem-Alexandertunnel.
In 2017 en 2018 werd boven op de tunnel en op het voormalige tijdelijke tracé de parklaan aangelegd. Dit is een tweestrooksweg met gescheiden rijbanen en een breed fiets- en voetpad in de parkachtig ingerichte middenberm. De parklaan is uitsluitend bedoeld voor plaatselijk verkeer. Op het traject zijn meer dan tweeduizend lindebomen geplaatst. Vanaf 2018 worden de braakliggende terreinen (waar eens de voor de tunnelaanleg gesloopte flats stonden) geleidelijk bebouwd. Uiteindelijk verrijzen er circa 1150 eengezinswoningen en appartementen.
Het Koningsplein en het Oranjeplein zijn aaneengesmeed tot één stadspark, aanvankelijk Koningspark, vanaf 2018 Vrijheidspark genoemd. In 2018 werd op de kruising van de Scharnerweg en de Groene Loper op een hoge sokkel het beeld de Engel van Maastricht gemaakt door Wil van der Laan geplaatst.
Aan de noordzijde is de Groene Loper in 2018 verlengd, via het Geusseltpark en de buurtschap Mariënwaard (met twee landgoederen), tot aan het Station Maastricht Noord. Dit deel van de Groene Loper is uitsluitend voor voetgangers en fietsers bedoeld. Daartoe zijn onder andere bruggen over de Geusseltvijver, de Kanjelbeek, en over de A2 ten oosten van Nazareth, en tunnels onder de Terblijterweg en het spoor aangelegd. Westelijk van het Station Maastricht-Noord splitst de route zich in een zuidelijke aftakking in de richting van kasteel Bethlehem, en een noordelijke naar het landgoed Vaeshartelt (via de bestaande Beukenlaan).
Op 29 maart 2018 werd de Groene Loper geopend door koning Willem-Alexander. Aannemer Ballast Nedam heeft voor het project voor Nederland de Sustainable Residential Development award van de European Property Award 2020-21 verkregen.

## Fotogalerij

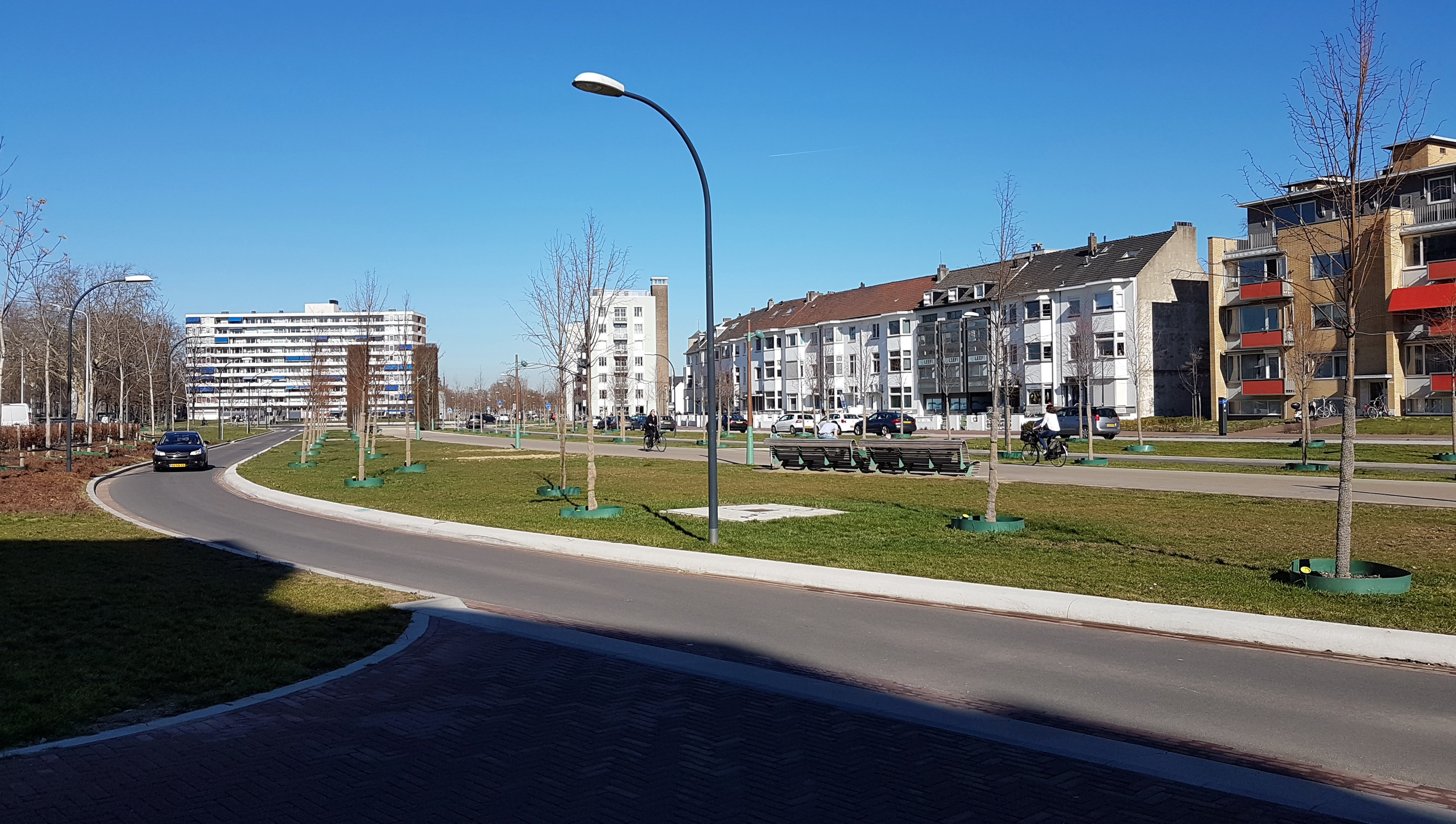
Jaren '60 bebouwing nabij Vrijheidspark
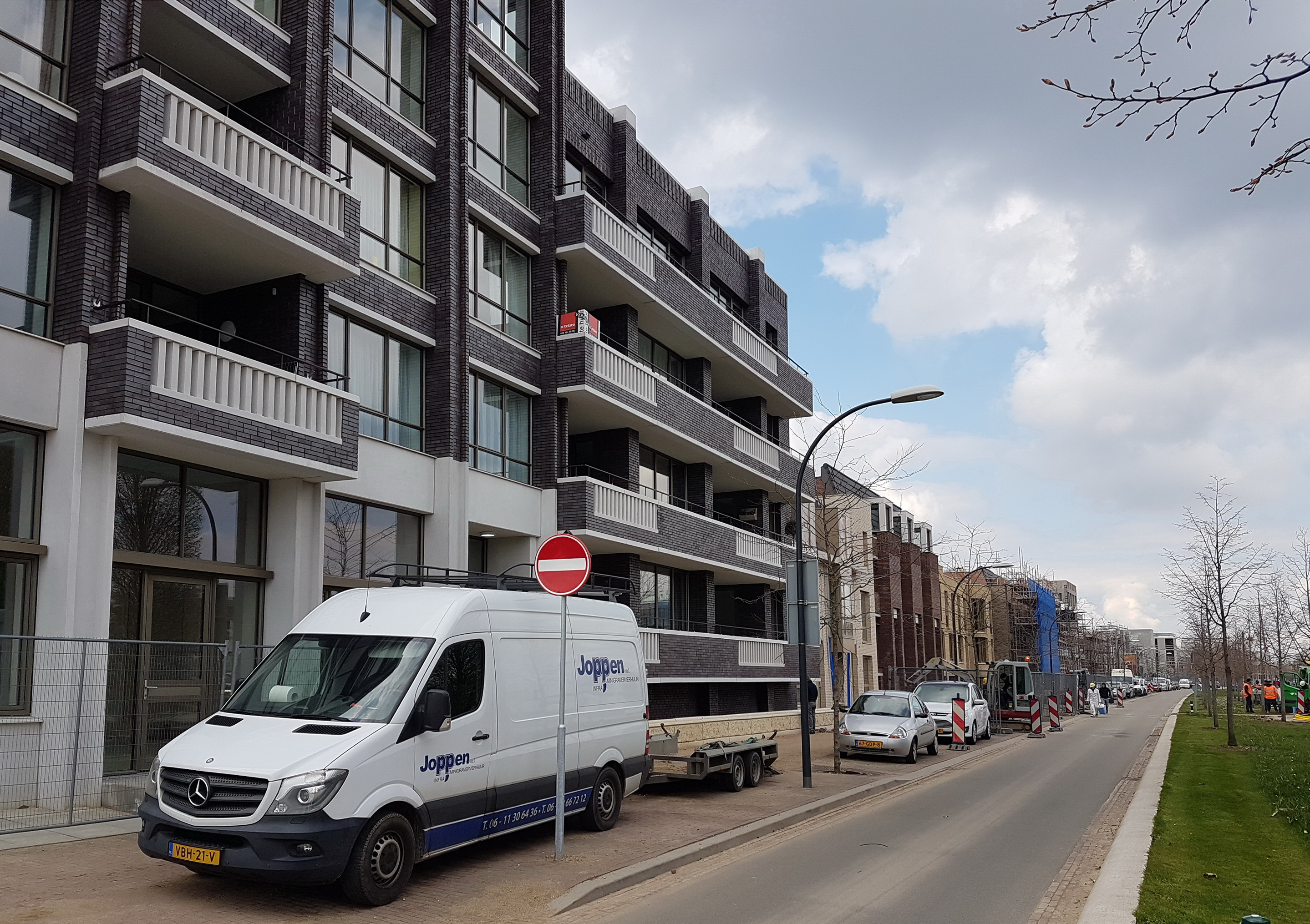
Nieuwbouw in het noordelijk deel
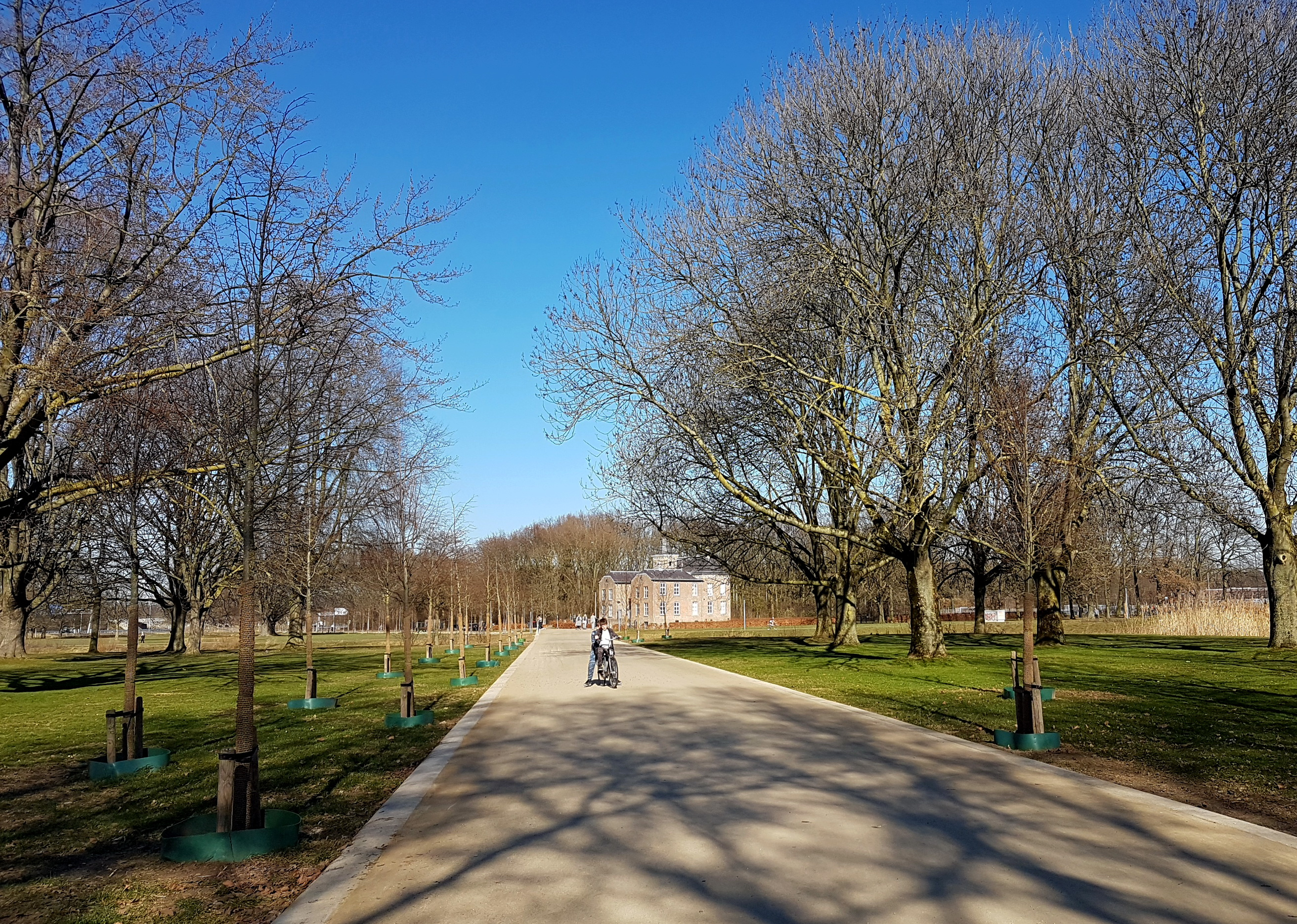
Verlengde Groene Loper in Geusseltpark
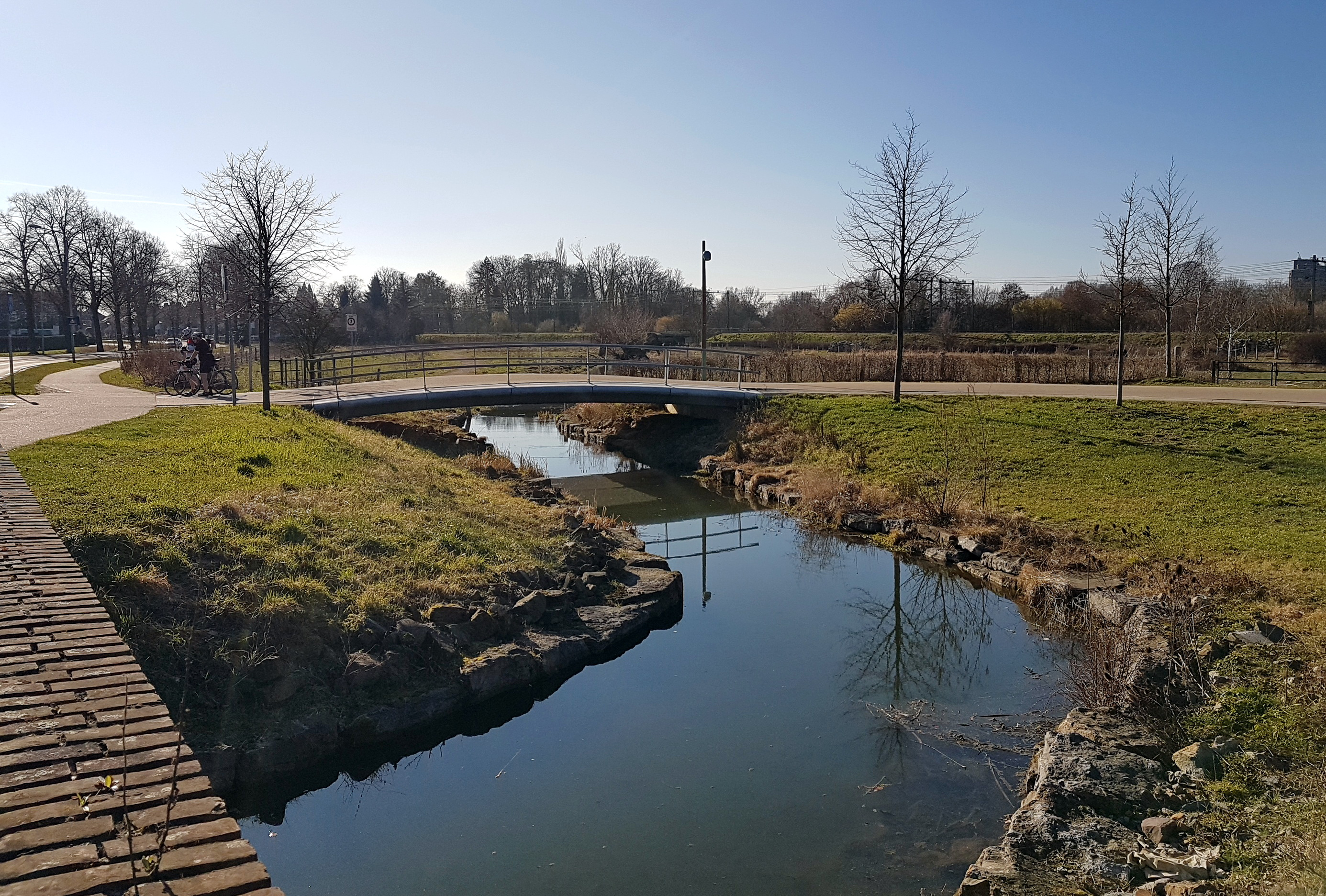
Brug over de Kanjel bij Mariënwaard
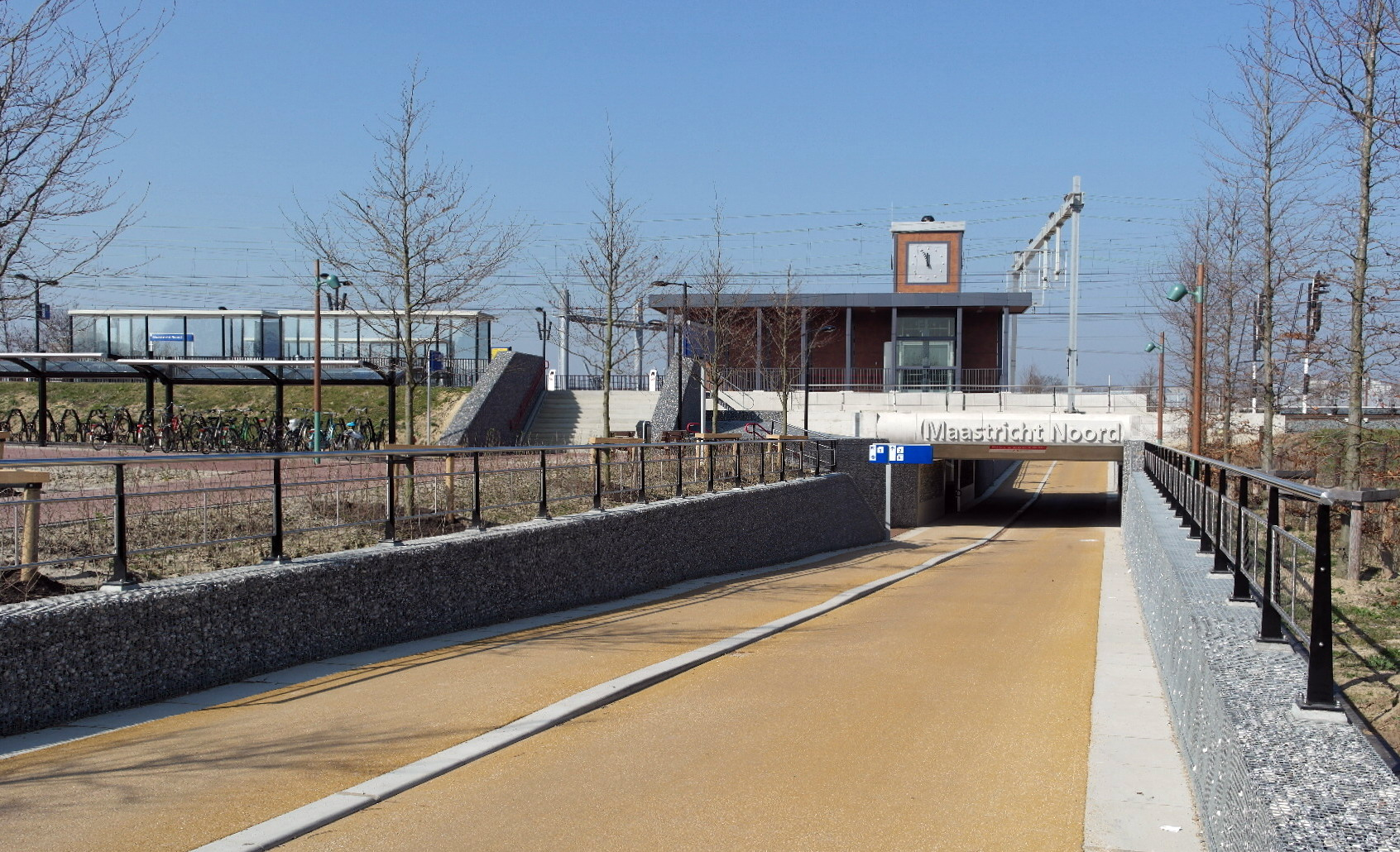
Spoorwegtunnel bij Station Maastricht Noord